# Andrea Borella
Andrea Borella (ur. 23 czerwca 1961 w Wenecji) – włoski szermierz, florecista. Złoty medalista olimpijski i wielokrotny medalista mistrzostw świata.
Na igrzyskach olimpijskich w Los Angeles w 1984 roku reprezentacja Włoch w składzie: Mauro Numa, Andrea Borella, Andrea Cipressa, Stefano Cerioni i Angelo Scuri zwyciężyła w turnieju drużynowym. W turnieju indywidualnym zajął piąte miejsce. Na rozgrywanych cztery lata później igrzyskach olimpijskich w Seulu zajął 7. miejsce w zawodach drużynowych i 41. w indywidualnych. Brał również udział w igrzyskach olimpijskich w Barcelonie w 1992 roku, zajmując szóste miejsce drużynowo i piąte indywidualnie.
Podczas mistrzostw świata w Buenos Aires w 1977 roku wspólnie z Fabio Dal Zotto, Giovannim Battistą Colettim, Carlo Montano i Attilio Calatronim zdobył srebrny medal w zawodach drużynowych. W rywalizacji drużynowej reprezentacja Włoch z Borellą w składzie zdobywała następnie złote medale podczas mistrzostw świata w Barcelonie (1985), mistrzostw świata w Sofii (1986), mistrzostw świata w Lyonie (1990) i mistrzostw świata w Atenach (1994), srebrne na mistrzostwach świata w Melbourne (1979), mistrzostwach świata w Clermont-Ferrand (1981) i mistrzostwach świata w Essen (1993) oraz brązowy na mistrzostwach świata w Rzymie (1982). Ponadto zdobywał medale indywidualnie: złoty na mistrzostwach świata w Sofii w 1986 roku (pokonując w finale Kubańczyka Tulio Díaza) i srebrny na mistrzostwach świata w Lyonie w 1990 roku (w finale przegrał z Francuzem Philippe'em Omnèsem).
Wywalczył również złote medale indywidualnie na mistrzostwach Europy w Foggii w 1981 roku i mistrzostwach Europy w Lizbonie dwa lata później oraz brązowy podczas mistrzostw Europy w Mödling w 1982 roku.
Był zawodnikiem Gruppo Sportivo Fiamme Oro (klubu podlegającego ministerstwu spraw wewnętrznych).
Jego żona, Francesca Bortolozzi, a także kuzyn, Fabio Dal Zotto również uprawiali szermierkę. 